# John Leddy
Pour les articles homonymes, voir Leddy.
Johannes Nicolaas Leddy, dit John Leddy, né le 12 janvier 1930 à La Haye et mort le 25 décembre 2022 à Bois-le-Duc, est un acteur néerlandais.

## Biographie

### Famille
John Leddy est le père de l'actrice Rixt Leddy.

## Filmographie sélective
- 1969 : De glazen stad
- 1979 : Nosferatu, fantôme de la nuit de Werner Herzog : le cocher
- 2007 : Dennis P.